# Piratas en el Callao
Piratas en el Callao (conocida fuera de Perú como Piratas en el Pacífico) es una película de animación peruana de 2005 dirigida por Eduardo Schuldt e inspirada en el libro del mismo nombre del economista y escritor Hernán Garrido-Lecca.
Fue el primer filme latinoamericano de animación en 3D, hecho íntegramente en el Perú.
Fue estrenada en ese país el 24 de febrero de 2005 y posteriormente distribuido en 16 países. 
Posteriormente fue exhibida en China en mayo de 2006, con la ayuda de la cancillería peruana.

## Sinopsis
Narra las aventuras de un niño de 9 años llamado Alberto Cabello (voz de Stephanie Cayo) de mediados del siglo XX que mientras visita la fortaleza colonial del Real Felipe, accidentalmente, viaja a través del tiempo hasta el siglo XVII. 
Junto a Ignacio Pérez de Tudela (voz de Magda Botteri), un chico de 11 años de edad llegado también a través del tiempo (1866), desde el mismo Combate del 2 de mayo y una niña indígena esclava, Urpi (voz de Natalia Parodi), tienen que hacer frente a una invasión del Callao por parte de piratas holandeses, a mando de Jacques L'Hermite, que buscan conquistar el rico Virreinato del Perú para su corona.

## Música
La música de la película se tituló La juerga pirata y estuvo a cargo de la banda peruana TK.

## Recepción
A pesar de ser película pionera en la animación digital, la película tuvo una buena acogida local, con 50 mil espectadores en su primera semana de estreno. En México superó los 230 mil espectadores e ingresó 750 mil dólares.
Raúl Lizarzaburu, de La República, criticó a la película de "inconsistente" y "anodino". El Comercio lo nominó en los Premios Luces 2005.
En 2008 la película fue presentada en Nickelodeon Latinoamérica tras conseguir un acuerdo de la distribuidora Frecuencia Latina International.

## Secuela
Una secuela de la película, Piratas en el Callao: el regreso de L' Hermite, fue estrenada en 2024 por Chaska Entertaiment. Estuvo disponible en la cadena de cines Cineplanet bajo formato de realidad virtual.